# Georges Ménier
Georges Ménier, né le 12 décembre 1873 à Cherves-de-Cognac et mort le 10 octobre 1967 à Cognac, est un homme politique français.

## Biographie
Il est élève à l'École des hautes études commerciales et inspecteur général d'assurances.
Il est député de la Charente, qui siégea de 1928 à 1940 après une première défaite aux élections législatives de 1924. Conseiller d'arrondissement. Maire de Cognac entre 1923 et 1929, membre du Parti républicain, radical et radical-socialiste, il vote les pleins pouvoirs au maréchal Pétain le 10 juillet 1940.
À la Libération il abandonne la vie politique.